# Leiko Ikemura
Leiko Ikemura, född 22 augusti 1951 i Tsu i Japan, är en japansk-schweizisk målare och skulptör.
Leiko Ikemura lämnade hemlandet Japan för att studera i Granada och Sevilla, Spanien 1973-7. År 1979 flyttade hon till Zürich, där hon arbetade i fyra år. 
Hon fick August Macke-priset 2008.

## Offentliga samlingar i urval
- Musée National d'Art Moderne, Centre Georges Pompidou, Paris, Frankrike
- National Museum of Modern Art, Tokyo, Japan
- National Museum of Art, Osaka, Japan
- Kunstmuseum Basel, Basel, Schweiz
- Kunstmuseum Bern, Bern, Schweiz
- Kunstmuseum Liechtenstein, Liechtenstein
- Kunsthalle Nürnberg, Nürnberg, Tyskland
- Kolumba, Konstmuseum av ärkestiftet Köln, Tyskland
- Museum Kunst Palast, Kunstmuseum Düsseldorf, Tyskland
- Kunstmuseum Linz, Lentos, Museum of Modern Art Linz, Österrike
- Toyota Municipal Museum of Art, Tokyo, Japan
- Hara Museum of Contemporary Art, Tokyo, Japan